# Čermná (Hrádek)
Čermná je vesnice, část obce Hrádek v okrese Klatovy v Plzeňském kraji. Nachází se asi tři kilometry severozápadně od Hrádku. Je zde evidováno 65 adres. V roce 2011 zde trvale žilo 103 obyvatel.
Čermná je také název katastrálního území o rozloze 7,89 km². V katastrálním území Čermná leží i Kašovice.

## Historie
První písemná zmínka o vesnici pochází z roku 1444.

## Obyvatelstvo
| Rok            | 1869 | 1880 | 1890 | 1900 | 1910 | 1921 | 1930 | 1950 | 1961 | 1970 | 1980 | 1991 | 2001 | 2011 | 2021 |
| -------------- | ---- | ---- | ---- | ---- | ---- | ---- | ---- | ---- | ---- | ---- | ---- | ---- | ---- | ---- | ---- |
| Počet obyvatel | 372  | 391  | 377  | 369  | 396  | 382  | 357  | 271  | 251  | 154  | 111  | 86   | 60   | 103  | 106  |
| Počet domů     | 49   | 54   | 56   | 57   | 58   | 59   | 62   | 61   | 81   | 42   | 38   | 44   | 47   | 59   | 58   |

## Obecní správa
Při sčítání lidu v letech 1850–1976 Čermná byla samostatnou obcí, se kterým patřila nejprve do okresu Sušice, ale od roku 1960 v okrese Klatovy. Od 30. dubna 1976 je částí obce Hrádek v okrese Klatovy. V letech 1850–1976 k obci patřily Kašovice.

## Pamětihodnosti
- Kaplička

## Galerie

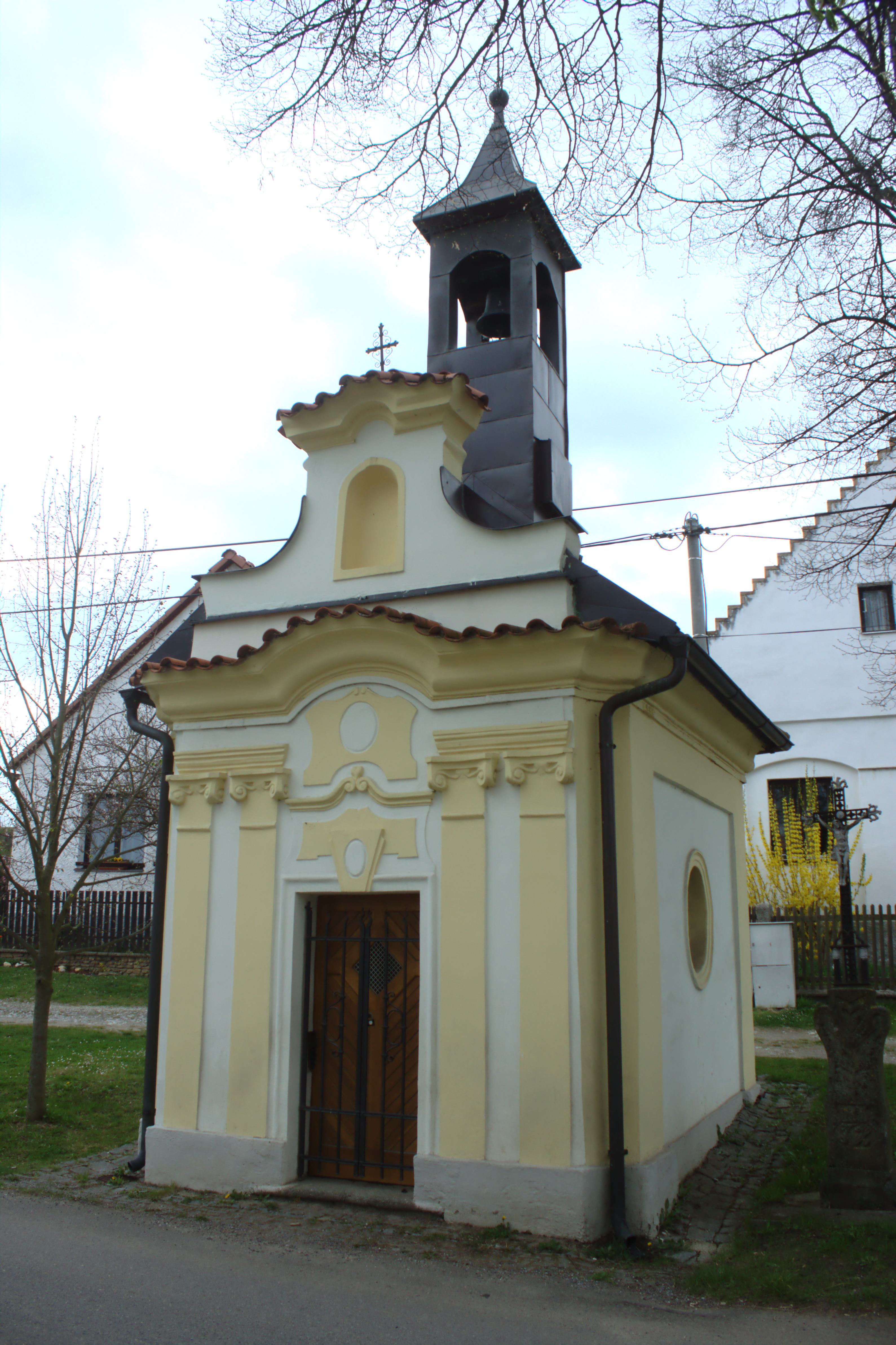
Kaplička
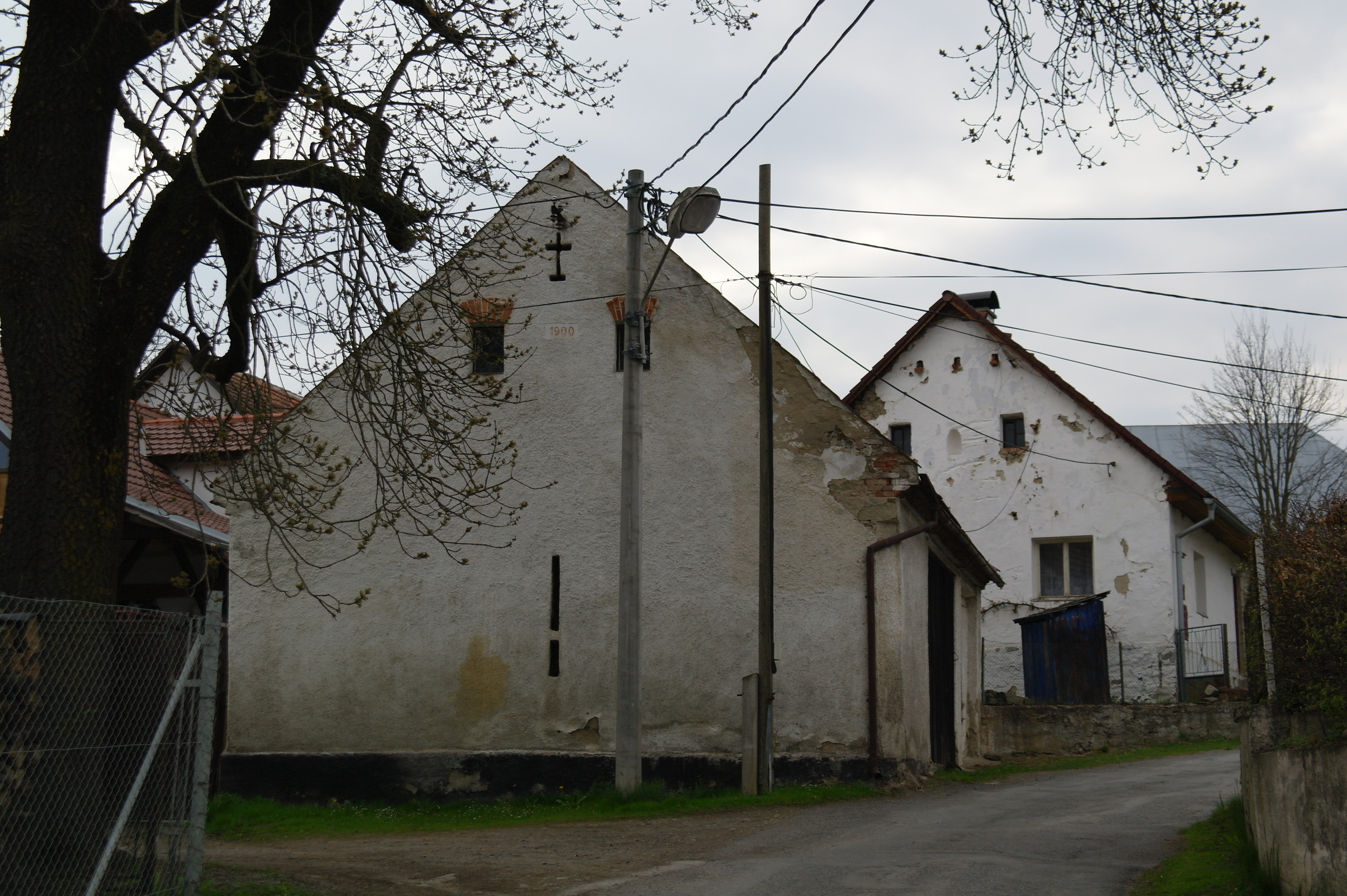
Domy
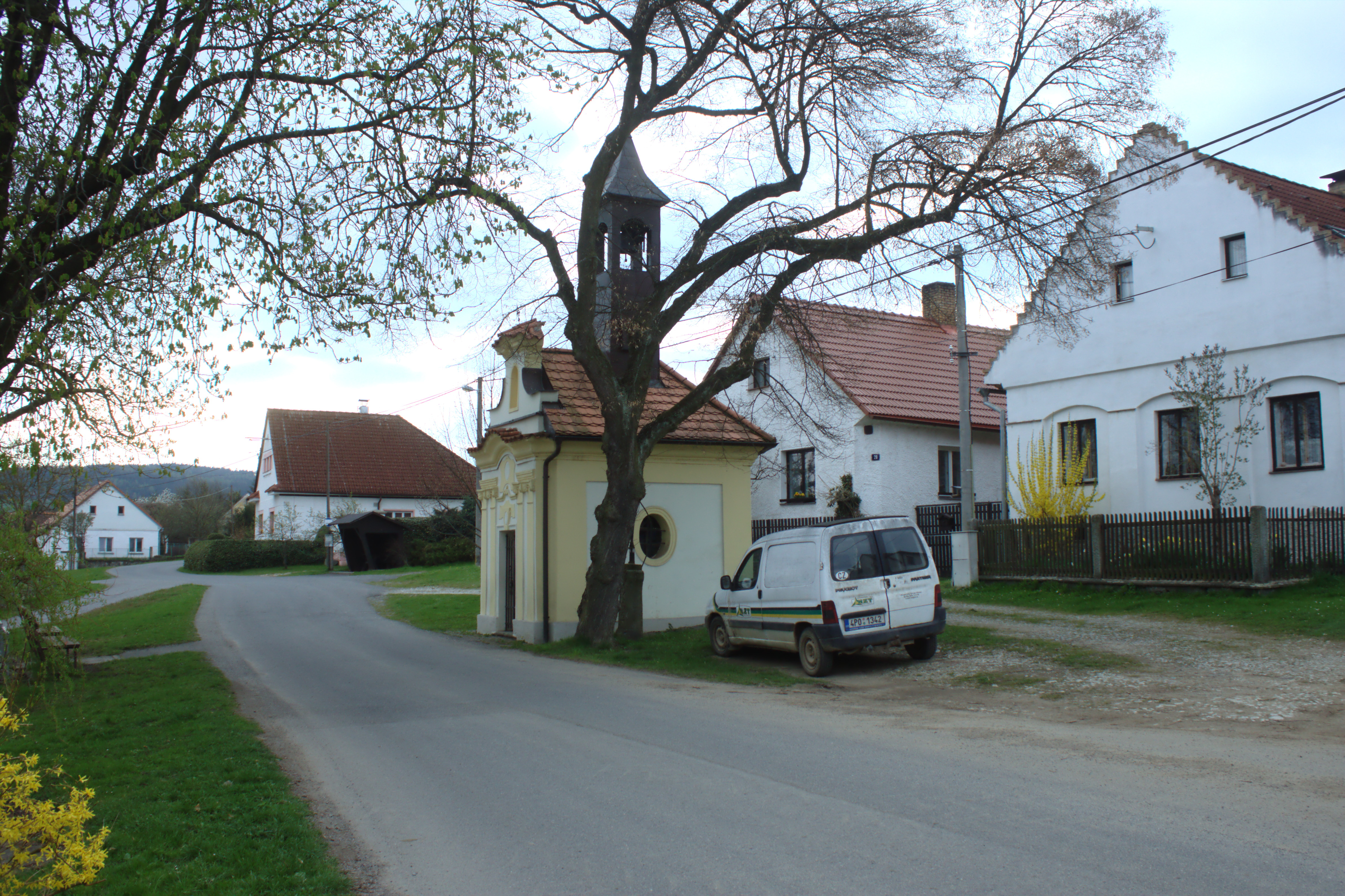
Náves